# Praça Sergel
A Praça Sergel (em sueco: Sergels torg) ou Plattan é uma praça situada no centro de Estocolmo, capital da Suécia. A praça deve o seu nome ao escultor Johan Tobias Sergel (a proposta foi feita por Evert Taube). A parte inferior da praça actual, que por vezes recebe o nome de Plattan, está aproximadamente dez metros acima do antigo nível da praça, situada precisamente na mesma alçada que o Malmskillnadsbron sobre o Hamngatan. A parte inferior do lado ocidental da praça está decorada com um pavimento branco e negro com um desenho triangular de grande dimensão.